# Palazzo Borgazzi
Palazzo Borgazzi (conosciuto anche come Palazzo Stampa di Soncino Borgazzi) è un palazzo ottocentesco di Milano, in stile neoclassico. Storicamente appartenuto al sestiere di Porta Orientale, si trova in corso di Porta Vittoria al civico 16.

## Storia e descrizione
Il palazzo venne costruito per la famiglia Borgazzi di Monza nell'allora stradone di Santa Prassede, oggi corso di Porta Vittoria, dall'architetto Giovan Battista Chiappa fra il 1828 e il 1829. Si contraddistingue per la particolare facciata, caratterizzata dai quattro telamoni che affiancano il portone, analoghi a quelli della Casa degli Omenoni, e per l'elegante cortile che si apre al suo interno.
Una lapide in pietra ricorda l'arresto del patriota milanese Gaspare Ordoño de Rosales, avvenuto qui nella casa degli Stampa di Soncino il 17 maggio 1832.